# Hannah Köpf
Hannah Köpf (* Januar 1980) ist eine deutsche Liedermacherin, die das Jazzidiom nutzt.

## Leben und Wirken
Köpf hatte zunächst eine klassische Klavierausbildung und Gesangsunterricht; sie sang in der Schulband und kam über erste Gitarrenversuche zum Songwriting. Zunächst absolvierte sie ein Lehramtsstudium in den Fächern Musik und Englisch an der Musikhochschule Köln, um dann von 2001 bis 2005 Jazzgesang am Conservatorium van Amsterdam mit dem Nebenfach Klavier zu studieren. Ihre Lehrer waren Lydia van Dam, Anette von Eichel, Bobby McFerrin, Dianne Reeves und Richard Bona. Mit zahlreichen Ensembles und Bands in den Bereichen Jazz und Pop war sie sowohl als Backgroundsängerin als auch als Solistin auf Tour. 2007 gründete sie ihre eigene Band, mit der sie 2010 ihr Debütalbum vorlegte. Zwei weitere Alben mit eigenen (englischen) Songs zwischen Folk und Jazz folgten. Mit Kasia Bortnik und Christina Michel ist sie zudem im Swing-Trio Summerville Sisters tätig.
Beim Eurovision Song Contest 2017 in Kiew wirkte Köpf als eine von vier Backgroundsängerinnen bei der Aufführung des Maltesischen Beitrages „Breathlessly“ von Claudia Faniello mit; der Beitrag konnte sich nicht für das Finale qualifizieren.
Neben ihrer Tätigkeit als Sängerin arbeitete sie als Gesangspädagogin an der JazzHausSchule Köln und seit Herbst 2013 hat sie einen Lehrauftrag als Dozentin für Popgesang an der Hochschule Osnabrück.

## Preise und Auszeichnungen
2009 belegte die Hannah Köpf Band den 2. Platz beim „Convento Nachwuchs-Jazzpreis NRW“ und war Finalist des „Future Sounds Wettbewerb“ der Leverkusener Jazztagen. 2010 gehörte sie zu den Finalisten des Nachwuchs-Jazzpreises des Burghauser Jazzfestivals.

## Diskographische Hinweise
- Stories Untold (Double Moon Records 2010, mit Frederik Köster, Klaus Heidenreich, Anne-Christine Heinrich, Holger Werner, Benjamin Schaefer, Jakob Kühnemann, Tim Dudek u. a.)
- Flying Free (GLM Music 2012, mit Denis Gäbel, Holger Werner, Benjamin Schaefer, Tobias Hoffmann, Jakob Kühnemann, Tim Dudek u. a.)
- Lonely Dancer (GLM Music 2014)
- Cinnamon (GLM Music 2019, mit Denis Gäbel, Sebastian Sternal, Hanno Busch, Nathan Bontrager, Tim Dudek)